# Ivo Dulčić
Ivo Dulčić (Dubrovnik, 1916. – Zagreb, 2. ožujka 1975.), hrvatski slikar, koji se isticao osobitim smislom za bogat kolorit, i ljubav prema motivima iz svog rodnog grada.

## Životopis
U rodnom gradu pohađa Klasičnu gimnaziju, zatim studira pravo u Beogradu i Zagrebu. Kao apsolvent prekida studij,  i 1941. upisuje slikarstvo na zagrebačkoj Akademiji likovne umjetnosti gdje studira u klasi profesora; Omera Mujadžića i Ljube Babića.
Godine 1946., svađa se sa svojim profesorima (formalno zbog otpora socrealizmu, koji je tada uveden na Akademiju) te još jedan put napušta studij i vraća se u Dubrovnik. 
Godine 1955. u Zagrebu uređuje atelijer, te otada živi i radi između sjevera i juga domovine.
Dulčićev slikarski jezik je kombinacija ekspresije, brzog, plastičnog crteža, uz profinjeni osjećaj za boju i teksturu. On je i majstor atmosfere, a u portretiranju ljudskog lika istančani psiholog. 
U hrvatskom slikarstvu, ostat će trajno obilježen kao jedan od rijetkih (i prvih poslijeratnih) slikara koji je trajno njegovao sakralne teme. Prvi njegov zapaženi rad na tu temu, bila je freska Krista Kralja u crkvi Gospe od zdravlja u Splitu (1959.).  
Osobito je značajan njegov rad na crkvenim vitrajima jer u tom području unosi gotovo revolucionarne novosti, izazivajući katkad i prosvjede predstavnika Crkve. Ostvario je brojna djela u ovoj tehnici od crkava u; Zagrebu (sv. Franje i Majke Božje Lurdske), zatim u Dubrovniku (Dominikanski samostan, Franjevački samostan, Crkva sv. Mihajla), Sarajevu, Kreševu (crkva sv. Katarine pri Franjevačkom samostanu), Bugojnu, Vatikanu, Asizu i Essenu (crkva Hrvatske katoličke misije, 1966.). U Budvi je u crkvi sv. Ivana Krstitelja iza glavnog oltara je Dulčićevo djelo, veliki mozaik u staklu s likom Sv. Ivana Krstitelja.
Umro je 2. ožujka  1975. u Zagrebu i pokopan u rodnom Dubrovniku.

## Izložbe
- Split (1948.)
- Zagreb, Slike i crteži: 1943. – 1970., Moderna galerija, (18. 12. 1970. – 17. 1. 1971.)
- Rijeka
- Split
- Dubrovnik
- Firenca
- Essen

O njegovu je radu napisala monografiju hrvatska povjesničarka umjetnosti Ivanka Reberski. Zadivljen freskom Krista kralja u crkvi Gospe od zdravlja Vjeko Božo Jarak zapisao je: 